# 2-1-2

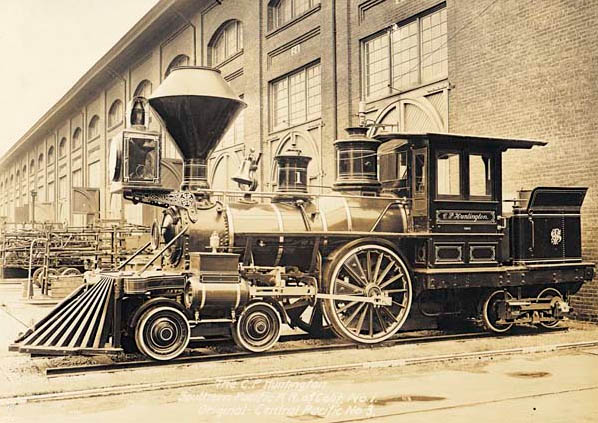
«C. P. Huntington» с осевой формулой 2-1-2

2-1-2 — осевая формула паровоза с двумя бегунковыми, одной движущей и двумя поддерживающими колёсными парами.
Методы записи для разных классификаций:
- Международная (UIC): 2A2
- Американская: 4-2-4
- Испанская и французская: 212
- Российская: 2-1-2
- Швейцарская: 1/5

## История

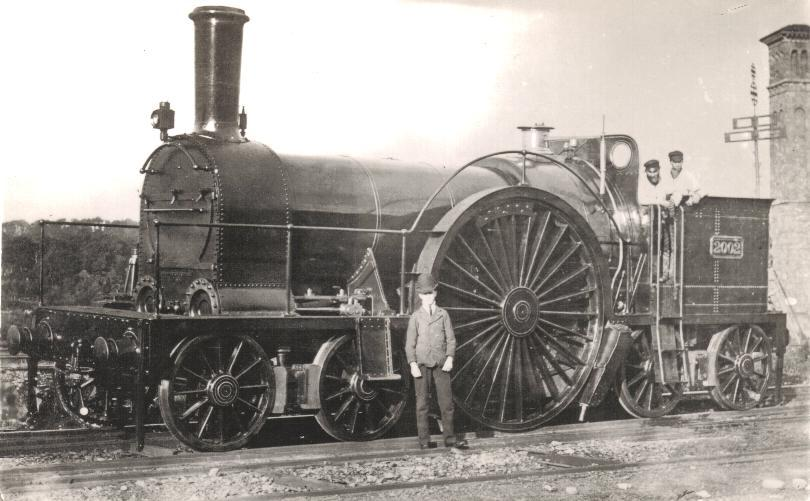
Паровоз Пирсон, Джеймс (инженер)

Данная необычная осевая формула использовалась только для танк-паровозов.

### Англия
В Англии такая конфигурация была использована в 1853 году на 14 локомотивах ширококолейной железной дороги, соединяющей Бристоль и Эксетер. Данные паровозы были разработаны Джеймсом Пирсоном. Вода помещалась в танки (ёмкости).
Главный инженер тяги Лондонской и Юго-Западной дороги Дугалд Драммонд построил для себя лично инспекционный танк-паровоз LSWR F9 class с этой осевой формулой и пассажирской кабиной.